# Sol (automóvil)
SOL también conocido como Sihao o Seholes es una marca de automóviles creada en 2018 por el Grupo Volkswagen y JAC Motors, para el desarrollo de vehículos eléctricos en china.

## Historia
El Grupo Volkswagen dentro de su expansión en china, se asocia con JAC Motors unos de los fabricantes de automóviles chinos para comercializar nuevo modelos eléctricos en el mercado asiático, la idea era introducir una marca existente del grupo Volkswagen, más particularmente a SEAT con nuevos modelos específicos para este mercado y 100% eléctricos. Después de negociar con el gobierno chino, debido a unas leyes no dejan a JAC-Volkswagen utilizar el nombre SEAT, se decide utilizar una nueva denominación comercial. En 2018 se crea la marca Sol, la cual integra una identidad similar a la de SEAT, pues el logotipo está desarrollado sobre el de SEAT una S dentro de otra S, tiene un nombre español y su primer modelo es denominado Sol E20X , desarrollado sobre el modelo Jac IEV7S con rasgos de diseño de SEAT.
Este primer modelo se presentó en el Salón del Automóvil de Pekín de 2018 donde se da a conocer la nueva marca.
A partir de 2020, JAC comenzó a cambiar el nombre de los productos de la serie Jiayue a vehículos Sol. Resultó en Sol A5, Sol X4, Sol X7 y Sol X8. El cambio de nombre es, de hecho, una medida para trasladar todos los sedanes y crossovers a la marca Sol y dejar la marca Refine con los monovolúmenes. A partir de 2021, este nombre se volvió a transliterado como marca 'Sehol'.[cita requerida]
En 2023, varios modelos Sehol, como QX, A5 y X8, volvieron a denominarse marca JAC. JAC reveló que decidieron eliminar gradualmente la marca Sehol en el futuro.

## Modelos Sol
La marca inicia la comercialización de vehículos en 2018 con los siguientes modelos.
| Año      | Tipo de Vehículo       | Denominación del modelo | Foto         | Información adicional      |
| -------- | ---------------------- | ----------------------- | ------------ | -------------------------- |
| Gama Sol |                        |                         |              |                            |
| 2021     | Urbano                 | Sol EX10                | Sol EX10     |                            |
| 2018     | SUV pequeño Eléctrico  | Sol EX20                | Sol EX20     | Primer modelo de la marca  |
| 2020     | SUV medio Eléctrico    | Sol EX40                | Sol EX40     | Segundo modelo de la marca |
| 2020     | crossover medio        | Sol X7                  |              |                            |
| 2020     | crossover medio grande | Sol X8                  | Sol X8       |                            |
| 2020     | Sedán Eléctrico        | Sol EA50                | Sol EA50     |                            |
| 2021     | Sedán                  | Sol EA5 plus            | Sol EA5 plus |                            |
| 2021     | crossover compacto     | Sol QX                  | Sol QX       |                            |